# Liebster Gott, wenn werd ich sterben?, BWV 8
Liebster Gott, wenn werd ich sterben?, BWV 8 (Déu meu, quan em moriré?), és una cantata religiosa de Johann Sebastian Bach, estrenada a Leipzig el 24 de setembre de 1724 i destinada al setzè diumenge després de la Trinitat.

## Origen i context
Aquesta cantata i les altres tres conservades per a aquest diumenge, les BWV 27, BWV 95 i BWV 161, tracten de la mort, d'acord amb l'evangeli (Lluc 1, 11-17), que relata la resurrecció d'un fill d'una vídua de Nain. Per a Bach, la mort està estretament vinculada a la resurrecció, i així la cantata està estructurada en dues parts, dedicada cadascuna a un aspecte del trànsit de la vida. Com és habitual en les cantates corals a les quals pertany, el text és d'autor anònim, i empra l'himne del mateix títol, anterior a 1697, de Caspar Neumann; les estrofes inicial i final es mantenen en els números corresponents, i els interiors són una paràfrasi de les altres estrofes de l'himne. Aquesta primera versió de la cantata està en Mi major, Bach en feu una reposició posterior l'any 1740, en Re major, que pràcticament no es toca mai.

## Anàlisi
Escrita per a soprano, contralt, tenor, baix i cor; trompa, flauta travessera, oboè d'amor, corda i baix continu. Consta de sis moviments:
1. Cor:  Liebster Gott, wenn werd ich sterben?  (Déu meu, quan em moriré?)
2. Ària (tenor):  Was willst du dich, mein Geist, entsetzen  (Per què t'espantes esperit meu)
3. Recitatiu (contralt):  Zwar fühlt mein schwaches Herz  (Certament, el meu feble cor sent)
4. Ària (baix):  Doch weichet, ihr tollen, vergeblichen Sorgen!  (Escampeu, doncs, preocupacions vanes i forassenyades!)
5. Recitatiu (soprano):  Behalte nur, o Welt, das Meine!  (Queda't, el meu bé, oh Món!)
6. Coral:  Herrscher über Tod und Leben  (Senyor de la vida i la mort)

El cor inicial és una expressió clara de la pregunta sobre el mateix destí, en un clima inquietant creat pels dos oboès, la corda en pizzicato i la flauta travessera en un registre molt agut, que imita el toc funerari de les campanes. La melodia emprada té un sentit mortuori evident, de fet es tracta de l'himne fúnebre que Daniel Vetter, organista de l'Església de Sant Nicolau de Leipzig, compongué l'any 1695 per a un amic seu, i que assolí una gran popularitat. Les dues àries de la cantata estan fortament contrastades, la primera per a tenor i oboè d'amor, se centra en el desassossec de l'home davant la mort, i la segona, per a baix, amb el tutti dels violins i la flauta concertant, té ritme de giga, assenyalant l'alliberament que ofereix la fe del creient. Amb algunes modificacions substancials, Bach manté la melodia i l'harmonització del coral de Vetter, per cloure la cantata. Té una durada aproximada d'uns vint minuts.

## Discografia seleccionada
- J.S. Bach: Das Kantatenwerk. Sacred Cantatas Vol. 1. Gustav Leonhardt, King’s College Choir Cambridge, David Wilcocks (director del cor), Leonhardt-Consort, Paul Esswood, Kurt Equiluz, Max van Egmond. (Teldec), 1994.
- J.S. Bach: The complete live recordings from the Bach Cantata Pilgrimage. CD 43: Santo Domingo de Bonaval, Santiago de Compostela; 7 d'octubre de 2000. John Eliot Gardiner, Monteverdi Choir, English Baroque Soloists, Katharine Fuge, Robin Tyson, Mark Padmore, Thomas Guthrie. (Soli Deo Gloria), 2013.
- J.S. Bach: Complete Cantatas Vol. 12. Ton Koopman, Amsterdam Baroque Orchestra & Choir, Lisa Larson, Annette Market, Christoph Prégardien, Klaus Mertens. (Challenge Classics), 2007.
- J.S. Bach: Cantatas Vol. 24. Masaaki Suzuki, Bach Collegium Japan, Yukari Nonoshita, Robin Balze, Gerd Türk, Peter Koiji. (BIS), 2004.
- J.S. Bach: Church Cantatas Vol. 3. Helmuth Rilling, Gächinger Kantorei, Bach-Collegium Stuttgart, Helen Watts, Adalbert Kraus, Wolfgang Schöne. (Hänssler), 1999.
- J.S. Bach: 6 Favourite Cantatas. Joshua Rifkin, The Bach Ensemble, Baird, Fast, Kelley, J. Opalach. (L'Oiseau-Lyre), 1988.